# Municipio de Santiago Tillo
El municipio de Santiago Tillo es un municipio de 523 habitantes situado en el Distrito de Nochixtlán, Oaxaca, México.

## Demografía
En el municipio habitan 523 personas, el 5% habla una lengua indígena.

## Localidades
En el municipio se encuentran los siguientes poblados, siendo Santiago Tillo la cabecera municipal.
| Nombre de la localidad         | Población (2010) |
| ------------------------------ | ---------------- |
| Santiago Tillo                 | 388              |
| San Mateo Yucucuy              | 142              |
| El Arroyuelo [Fraccionamiento] | 20               |
| Jaime Santiago                 | 3                |